# Diocèse de Lages

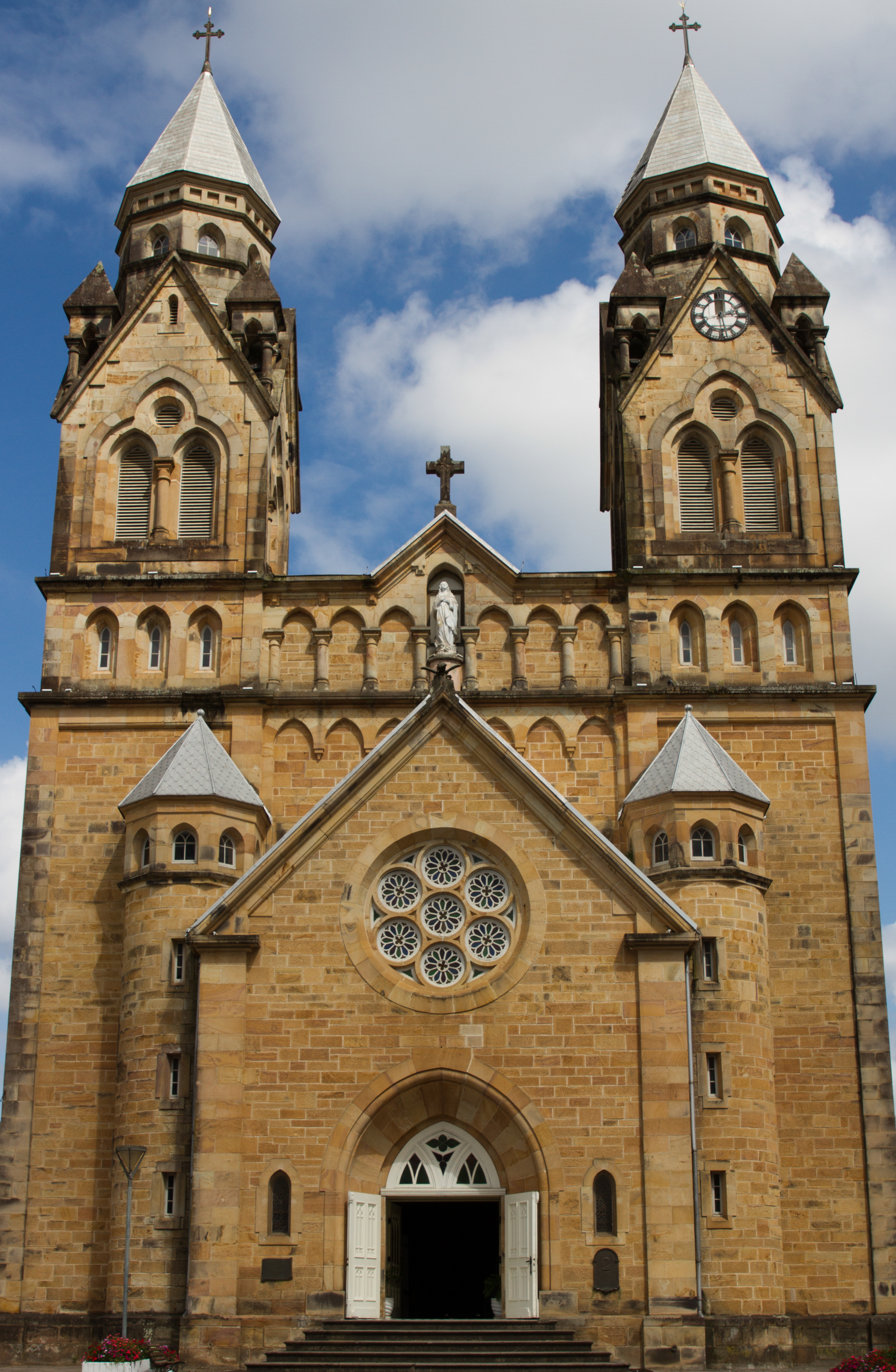
Cathédrale Notre-Dame-des-Plaisirs (des Sept joies de la Vierge) de Lages.

Le diocèse de Lages (en latin, Dioecesis Lagensis) est une circonscription ecclésiastique de l'Église catholique au Brésil.
Son siège se situe dans la ville de Lages, dans l'État de Santa Catarina. Créé en 1927, il est suffragant de l'archidiocèse de Florianópolis et s'étend sur 18 417 km2.
Depuis 2018 son évêque est Mgr Guilherme Antônio Werlang, M.S.F..